# Коларж, Йиржи
Йиржи Коларж (чеш. Jiří Kolář; 24 сентября 1914, Противин — 11 августа 2002 11 августа 2002, Прага) — чешский поэт, писатель и художник.

## Жизнь и творчество
Йиржи Коларж значительную часть своей жизни провёл в городе Кладно. В 1932 году он заканчивает обучение на столяра. В 1945 вступает в Коммунистическую партию Чехословакии, из которой впоследствии был исключён. В 1952—1953 годах был в заключении. В 1977 Й.Коларж подписывает Хартию 77. Уехав в 1979 на обучение во Францию, отказался вернуться на родину. В 1984 году Коларж добивается французского гражданства. В 1997 году он возвращается в Чехию.
Й.Коларж был одним из основателей в 1942 году объединения поэтов м художников Группа 42, был членом союза художников Чехословакии Umělecká beseda. Коларж являлся одним из известнейших чешских современных художников. В особенности популярными являются созданные им коллажи. Первая его персональная выставка состоялась в 1937 году. Он был также участником выставок современного искусства documenta 4 (1968) и documenta 6 (1977) в Касселе. В 1999 году художник был награждён премией Ганса-Тео Рихтера Саксонской академии художеств.
Первым поэтическим сборником Й.Коларжа является Годы в днях, вышедший в 1949 году. Из поэтических его произведений наиболее известными являются стихотворения сборника Печень Прометея (1979). Книга состоит из многих, не связанных между собой, частей и представляет морализаторское произведение, осуждающее тоталитаризм в любом его проявлении. Помимо стихотворений, писал также художественную прозу, эссе, книги для детей, пьесы.
Й.Коларж занимался также художественным переводом, в частности произведений Т. С. Элиота, У.Уитмена, Э. Ли Мастерса.